# Bôrka
Bôrka (bis 1965 slowakisch „Borka“; ungarisch Barka) ist eine Gemeinde im Osten der Slowakei mit 652 Einwohnern (Stand 31. Dezember 2024), die zum Okres Rožňava, einem Teil des Košický kraj, gehört.

## Geographie
Die Gemeinde befindet sich zwischen dem Slowakischen Karst und dem Slowakischen Erzgebirge im Quellbereich des Baches Čremošná. Das Ortszentrum liegt auf einer Höhe von 564 m n.m. und ist 21 Kilometer von Rožňava entfernt.
Nachbargemeinden sind Hačava im Norden und Nordosten, Háj im Osten, Zádiel und Dvorníky-Včeláre im Südosten, Hrhov im Süden und Lúčka im Westen.

## Geschichte

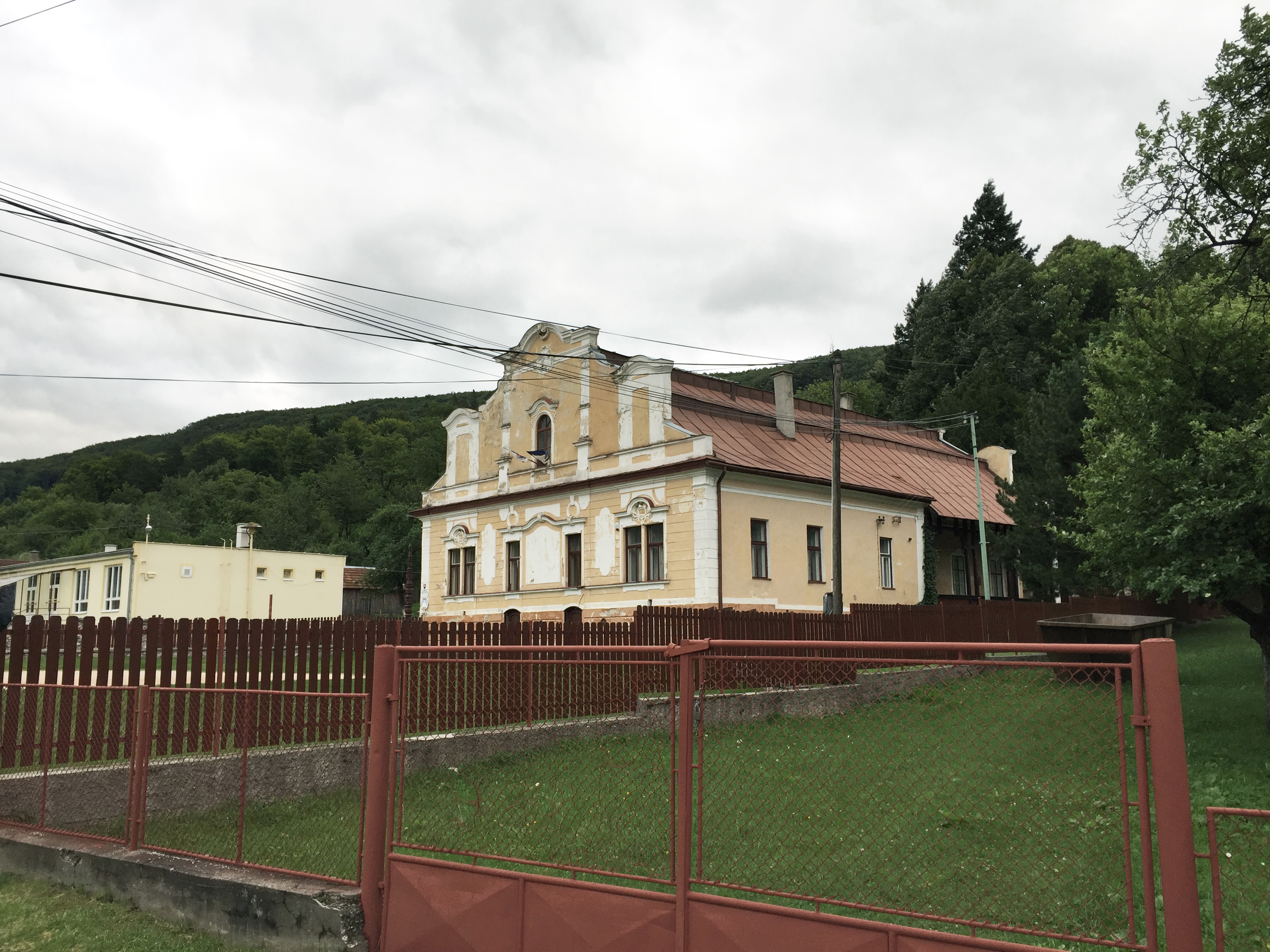
Das Landschloss

Bôrka wurde zum ersten Mal 1409 als Barka schriftlich erwähnt und gehörte damals zum Herrschaftsgut der Burg Tornau. 1828 zählte man 72 Häuser und 591 Einwohner, die als Bergleute, Holzverarbeiter, Landwirte und Viehhalter beschäftigt waren. Im 19. Jahrhundert arbeiteten je eine Köhlerei und Säge im Ort.
Bis 1918/1919 gehörte der im Komitat Gemer und Kleinhont (bis 1881 im Komitat Torna) liegende Ort zum Königreich Ungarn und kam danach zur Tschechoslowakei beziehungsweise heute Slowakei. 1938 bis 1945 war er auf Grund des Ersten Wiener Schiedsspruchs noch einmal Teil Ungarns.

## Bevölkerung
| Jahr                | 1994 | 2004     | 2014     | 2024     |
| ------------------- | ---- | -------- | -------- | -------- |
| Anzahl der Personen | 352  | 461      | 543      | 652      |
| Unterschied         |      | +30,96 % | +17,78 % | +20,07 % |

| Jahr                | 2023 | 2024    |
| ------------------- | ---- | ------- |
| Anzahl der Personen | 646  | 652     |
| Unterschied         |      | +0,92 % |

Nach der Volkszählung 2011 wohnten in Bôrka 516 Einwohner, davon 291 Roma, 163 Magyaren, 42 Slowaken sowie jeweils ein Deutscher und Tscheche. 18 Einwohner machten keine Angabe zur Ethnie.
408 Einwohner bekannten sich zur römisch-katholischen Kirche, 81 Einwohner zur reformierten Kirche und ein Einwohner zur Evangelischen Kirche A. B. Sechs Einwohner waren konfessionslos und bei 20 Einwohnern wurde die Konfession nicht ermittelt.

## Sehenswürdigkeiten
- römisch-katholische Kirche Maria vom Berg Karmel im gemischten barock-klassizistischen Stil aus dem Jahr 1759, die an der Stelle der älteren gotischen Kirche entstand. Der Hauptaltar ist im neoklassizistischen Stil, die Kanzel im spätbarocken Stil gestaltet.
- reformierte Kirche im klassizistischen Stil aus dem Jahr 1794, mit dem Turm aus dem Jahr 1804
- Imrich-Károlyi-Landschloss im neobarocken Stil aus dem Ende des 19. Jahrhunderts

Unter den Natur-Sehenswürdigkeiten sind die Schlucht Zádielska tiesňava, die sich teilweise im Gemeindegebiet befindet, sowie die 45 Meter Höhle Snežná diera (wörtlich Schneeloch), die seit 1995 zum UNESCO-Welterbe Höhlen im Aggteleker und Slowakischen Karst gehört, interessant.